# Cephalotus follicularis
Cephalotus follicularis Labill., 1806 è una pianta carnivora diffusa in Australia. È l'unica specie del genere Cephalotus e della famiglia Cephalotaceae.

## Descrizione
Produce sia foglie non-carnivore sia foglie carnivore, degli ascidi che hanno la forma di piccoli mocassini verdi.
Gli ascidi presentano un peristomio circondato da spine rivolte verso l'interno ed un opercolo che evita alla pioggia di penetrare all'interno della trappola e diluire il suo contenuto enzimatico. Sulla superficie esterna dell'opercolo sono presenti delle macchie formate da cellule traslucide che hanno il compito di confondere le prede.
I fiori, piccoli e privi di petali, sono portati da un'infiorescenza racemosa.

## Distribuzione e habitat
Sono diffuse in Australia sud-occidentale.

## Conservazione
La Lista rossa IUCN classifica Cephalotus follicularis come specie vulnerabile.